# Mariusz Ruszel
Mariusz Krzysztof Ruszel – polski politolog, dr hab. nauk społecznych, profesor uczelni Zakładu Ekonomii Wydziału Zarządzania  Politechniki Rzeszowskiej im. Ignacego Łukasiewicza.

## Życiorys
W 2007 ukończył studia stosunków międzynarodowych na Uniwersytecie Łódzkim, 26 kwietnia 2012 obronił pracę doktorską Polska wobec polityki energetycznej UE w latach 2004-2010, 28 listopada 2019 uzyskał stopień doktora habilitowanego. Został zatrudniony na stanowisku adiunkta w Katedrze Ekonomii na Wydziale Zarządzania Politechniki Rzeszowska im. Ignacego Łukasiewicza.
Jest profesorem uczelni w Zakładzie Ekonomii, a także prezesem zarządu w Instytucie Polityki Energetycznej im. Ignacego Łukasiewicza. Pełnił funkcję prodziekana Wydziału Zarządzania Politechniki Rzeszowskiej. 
W 2022 otrzymał Srebrny Krzyż Zasługi.